# Cadillac Type 51
La Cadillac Type 51 est une grande automobile luxueuse qui a été introduite en septembre 1914 par Cadillac en tant que modèle de 1915,. 
C'était la première automobile V8 de Cadillac, remplaçant la Cadillac Model Thirty à quatre cylindres. Les Cadillac Type 53, 55, 57, 59 et 61 similaires ont duré jusqu'en 1923, lorsque la conception a été sensiblement mise à jour en tant que Cadillac Type V-63. Elle a utilisé la plate-forme GM A pour toute la série. Elle a été construite à l'usine Cass Street et Amsterdam Avenue à Detroit, avec la carrosserie fournie par un certain nombre de carrossiers, dont Fleetwood Metal Body Company à Fleetwood, en Pennsylvanie.
Tous ces modèles utilisaient un nouveau moteur V8 à tête en L, l'un des premiers moteurs V8 jamais produits en série et un différenciateur important pour la marque. Toutes les carrosseries ont été construites par Fisher Body. La Type 51 était également la première Cadillac à conduite à gauche - tous les modèles précédents étaient à conduite à droite, ce qui a été maintenu en option. Les empattements variaient au cours de ces années, avec 122 po (3 099 mm) à l'extrémité inférieure et 145 po (3 683 mm) comme la plus longue.
En mai 1916, Erwin Baker Cannonball et William Sturm conduisirent une Cadillac de Los Angeles à New York en 7 jours, 11 heures et 52 minutes.
En juillet 1917, l'armée américaine avait besoin d'une voiture d'état-major fiable et a choisi la Cadillac Type 55 Touring Model après des tests exhaustifs à la frontière mexicaine. 2350 des voitures ont été fournies pour être utilisées en France par des officiers de la Force expéditionnaire américaine pendant la Première Guerre mondiale.